# Dark Princess
Dark Princess è un gruppo musicale russo fondato a Mosca nel 2004.

## Formazione
Attuale
- Natal'ja Terechova – voce (2008-presente)
- Ilja Klokov – chitarra solista (2004-presente)
- Aleksandr Ljubimov – chitarra ritmica, cori (2004-presente)
- Stanislav Fat'janov – basso (2004-presente)
- Stepan Zuev – tastiere, cori (2004-presente)
- Kirill Fëdorov – batteria (2012-presente)

Ex componenti
- Ol'ga Romanova – voce (2004-2008)
- Denis Stekanov – batteria (2004-2012)

## Discografia
- 2005 – Without You
- 2006 – Stop My Heart
- 2007 – Žestokaja igra
- 2012 – The World I've Lost